# Pavel Kapec
Pavel Kapec (20. července 1926 – 7. září 1976) byl slovenský a československý politik Komunistické strany Slovenska a poslanec Sněmovny lidu Federálního shromáždění za normalizace.

## Biografie
K roku 1971 se profesně uvádí jako dělník. Ve volbách roku 1971 tehdy zasedl do Sněmovny lidu (volební obvod č. 171 - Poltár, Středoslovenský kraj). Ve Federálním shromáždění setrval do konce funkčního období, tedy do voleb v roce 1976.
V roce 1971 se zároveň stal předsedou Městského národního výboru v Poltáru.